# Licania krukovii
Licania krukovii är en tvåhjärtbladig växtart som beskrevs av Paul Carpenter Standley. Licania krukovii ingår i släktet Licania och familjen Chrysobalanaceae. Inga underarter finns listade i Catalogue of Life.